# Engdahlichthys milviaegis
Engdahlichthys milviaegis è un pesce osseo estinto, appartenente agli acipenseriformi. Visse nel Paleocene inferiore (circa 64 - 62 milioni di anni fa) e i suoi resti fossili sono stati ritrovati in Nordamerica.

## Descrizione
Questo animale era molto simile a un odierno storione, anche se se ne differenziava per alcuni aspetti della morfologia. Engdahlichthys era uno storione di dimensioni piuttosto piccole, ed era caratterizzato da scudi dorsali simili ad aquiloni e dotati di una forte carena centrale. Gli scudi laterali di questo pesce erano di forma variabile, che andavano dalla classica forma romboide a elementi molto irregolari. Dietro la pinna anale era presente un grande scudo triangolare, ed erano presenti numerose scaglie romboidi che ricoprivano lo scheletro caudale.

## Classificazione
Engdahlichthys era un rappresentante arcaico degli acipenseridi, il gruppo di pesci condrostei ai quali appartengono gli odierni storioni. 
Engdahlichthys milviaegis è noto per fossili ritrovati nella formazione Fort Union in Montana (USA), descritti per la prima volta nel 2020.